# モッサーノ
モッサーノ（伊: Mossano）は、イタリア共和国ヴェネト州ヴィチェンツァ県バルバラーノ・モッサーノに属する分離集落（フラツィオーネ）。
かつては独立したコムーネであったが、2018年2月17日にバルバラーノ・ヴィチェンティーノと合併して新自治体の一部となった。

## 地理

### 位置・広がり

#### 隣接コムーネ
コムーネとしてのモッサーノは、以下のコムーネと隣接していた。括弧内のPDはパドヴァ県所属を示す。
- アルクニャーノ
- バルバラーノ・ヴィチェンティーノ
- ナント
- ロヴォローン (PD)